# 岡久宏史
岡久 宏史 (おかひさ ひろふみ、1956年<昭和31年>1月 - ) は、日本の建設・国土交通技官。北陸地方整備局道路部長、下水道部長、日本下水道協会理事長を歴任。

## 経歴・人物
徳島県出身。1980年3月 東京大学大学院工学系研究科修了、同年4月建設省入省。建設省土木研究所下水道部汚泥研究室研究員、環境庁水質保全局水質管理課課長補佐、宮崎市都市整備部長、京都府土木建築部下水道課長、日本下水道事業団大阪支社技術次長、国土交通省北陸地方整備局道路部長、国交省都市・地域整備局下水道部下水道事業課長。
2011年 (平成23年) 8月 同省水管理・国土保全局下水道部長。直前に河川局、土地・水資源局水資源部、都市・地域整備局下水道部を統合し同局が発足したばかりだった。下水道事業について「排除・処理」から、汚泥から肥料を作り出す、あるいはエネルギーを取り出すという「活用・再生」への転換を目指した。
退官後、日本下水道新技術推進機構専務理事、積水化学工業官需事業企画開室長、日本下水道協会理事長。

## テレビ出演
- 「チコちゃんに叱られる!」 (NHK) – 2022年1月14日放送[5]